# Josep Boule

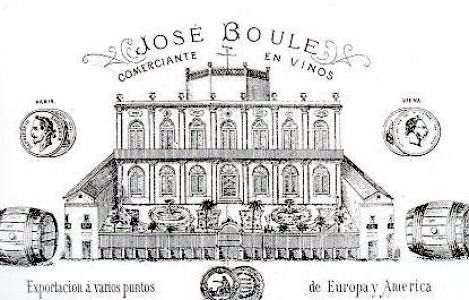
Bodegues de Josep Boule al palauet de la seva propietat

Josep Boule (Villecomtal, França, 1822 - Reus, 11 de gener de 1895) va ser un empresari d'origen francès de gran èxit a Reus.

## Biografia
Era fill de Marçal Boule i de Marina Moncet, tots dos nascuts a França. De família molt pobra que no li va poder pagar ni l'escola primària, va emigrar a Catalunya el 1841 junt amb un grup de treballadors que es dedicaven a talar boscos per aprofitar la fusta; va poder estalviar i va aconseguir crèdit per obrir una empresa de fusta que va tenir molt d'èxit. Va abandonar aquesta activitat per dedicar-se al negoci del vi. Boule va ser un pioner en l'exportació de vi negre a Anglaterra, l'Argentina i Brasil, mercats on fins a aquell moment només s'hi exportava xerès per part de bodegues andaluses, i aviat va fer una gran fortuna que va utilitzar en comprar diverses finques que després es van convertir en edificis emblemàtics o barris sencers: l'edifici de la societat El Círcol i teatre Fortuny, Cal Boule, després escola Maria Cortina, el Mas de Boule o Quer, on després s'hi va construir el barri Fortuny, els terrenys que després van ser el Barri Niloga, la casa Quer, i un grapat més.
De conviccions republicanes, va ser un dels signants del manifest fundacional de l'Associació Catalanista de Reus. La seva mentalitat oberta li va fer acollir a casa seva a Amadeu I el 1871, a Alfons XII el 1877, i al ministre de la Governació Aguilera el 1894, que li atorgà les comandes de Carles III i d'Isabel la Catòlica, de les que no en va fer ostentació. L'any abans de morir, va vendre el negoci d'exportació de vins al seu gendre Ramon Mayner, casat amb la seva filla Isabel.
Vivien en un palauet i tenien molts servidors, que servien el menjar de manera exquisida portant guants de seda. La fama de la seva riquesa era estesa per tota la comarca. Quan es volia dir que no es podia comprar una cosa es deia «jo no sóc el Boule» i quan es gastava molt es deia «aquest és de cal Boule» (pronunciat Búla). El cert és que Josep Boule va ser un home extremament caritatiu que sempre va col·laborar en temes locals i benèfics, i era accionista de totes les grans activitats reusenques: el Banc de Reus, el teatre Fortuny, el Carrilet de Reus-Salou, el Gas Reusense, i altres.
Es diu que encara que va guanyar diners amb els seus negocis, la seva fortuna va tenir origen en una gerra plena de monedes d'or que va trobar, però això mai s'ha pogut comprovar i segurament és una llegenda urbana. Tot i que era entusiasta de Reus, no va voler adoptar mai la ciutadania espanyola i va morir francès. En morir, era vidu d'Isabel Oliva i deixava quatre filles: Adelaida, casada amb Lluís Quer Cugat, Magdalena, amb Rafael Codina, Paula, amb Lluís Guardiola i Isabel amb Ramon Mayner.
La ciutat de Reus li va dedicar un carrer.